# Arbeiter-Schachzeitung (Österreich)
Die Arbeiter-Schachzeitung war eine österreichische Monatszeitschrift, die erstmals 1921 in Wien erschien und bereits nach der 12. Ausgabe im Jahr 1922 wieder eingestellt wurde. Herausgegeben wurde sie vom Wiener Arbeiter-Schach-Klub im Vorwärts-Verlag.
Ab 1925 erschien die Arbeiter-Schachzeitung erneut, diesmal mit dem Untertitel Monatsschrift des Österreichischen Arbeiter-Schachbundes in Wien. Schriftleiter war Johann Kotrč.